# Pierre Boussion
Pierre Boussion, né le 5 janvier 1753 à Lauzun et mort le 28 mai 1828 à Liège, est un médecin et homme politique français du XVIIIe siècle.

## Biographie
Il est né le 5 janvier 1753 à Lauzun, fils de Jean Boussion, maître chirurgien.
Docteur en médecine et très estimé de ses concitoyens pour son bon sens et son dévouement, il devint député de la Convention nationale en 1792 où il passa des Girondins aux Montagnards et fut l’un des premiers à voter la mort de Louis XVI en 1793. Envoyé en mission dans le Sud-Ouest, il se fit remarquer pour son anticléricalisme et rétablit l’ordre à Bordeaux. En l'an 4 il intervient auprès du Ministre des Finances en faveur d'une femme d'émigré de Lauzun dont la Nation a indûment confisqué la dot (lettre du 10 fructidor an 4). Membre du corps législatif, puis du Conseil des Anciens, il fut nommé par Bonaparte, commissaire civil pour la répression du brigandage sous le Consulat et servit l’Empire avec application. On le trouve ainsi en l'an 12 vice-président[Information douteuse] du conseil de préfecture à Agen (lettre du 13 nivôse au  Conseiller d'État Cretet chargé des Ponts-et-Chaussées en faveur de son chef de division Chabrière).
Il fut exilé en 1816 et mourut à Liège, le 28 mai 1828. Il avait épousé, en 1782 à Lauzun, Elizabeth Pauline Delmas de Grammont.

## Sources
- « Pierre Boussion », dans Adolphe Robert et Gaston Cougny, Dictionnaire des parlementaires français, Edgar Bourloton, 1889-1891 [détail de l’édition]